# قشلاق پاورود
قشلاق پاورود یک روستا در ایران است که در دهستان درام واقع شده‌است. قشلاق پاورود ۵۵۴ نفر جمعیت دارد.